# Antanas Nedzinskas
Antanas Nedzinskas (ur. 15 marca 1981 w Olicie) – litewski piosenkarz i showman, dziennikarz muzyczny, publicysta, poseł na Sejm Republiki Litewskiej.

## Życiorys
Ukończył szkołę średnią w Olicie. W latach 2000–2006 studiował bibliotekoznawstwo oraz public relations na Wydziale Komunikacji Uniwersytetu Wileńskiego. W czasie studiów wydał książkę na temat litewskiego przyrodnika Vytautasa Nedzinskasa Vytauto Nedzinsko pašaukimas. W 2005 wziął udział w telewizyjnym reality show Dangus. Został prowadzącym audycję Dainos, šokiai, estrada w radiu „Lietus” i komentatorem dodatku „LŽ gidas” do dziennika „Lietuvos žinios”.
W wyborach parlamentarnych w 2008 kandydował z ramienia Partii Wskrzeszenia Narodowego. W II turze głosowania w swoim okręgu pokonał byłego ministra spraw wewnętrznych Vidmantasa Žiemelisa, uzyskując mandat poselski. W trakcie kadencji dołączył do frakcji Związku Liberałów i Centrum. W 2012 nie uzyskał poselskiej reelekcji. Później związał się z Litewską Partią Socjaldemokratyczną. W 2020 zastąpił jednego z nowo wybranych deputowanych w radzie rejonu trockiego. Utrzymał mandat w kolejnych wyborach w 2023. W 2024 z ramienia socjaldemokratów został natomiast wybrany do Sejmu.

## Dyskografia
- Antanas – Fontanas (2005)
- Antanas – Šampanas (2007)
- Antanas – Gurmanas (2008)